# Casimir Roumeguère

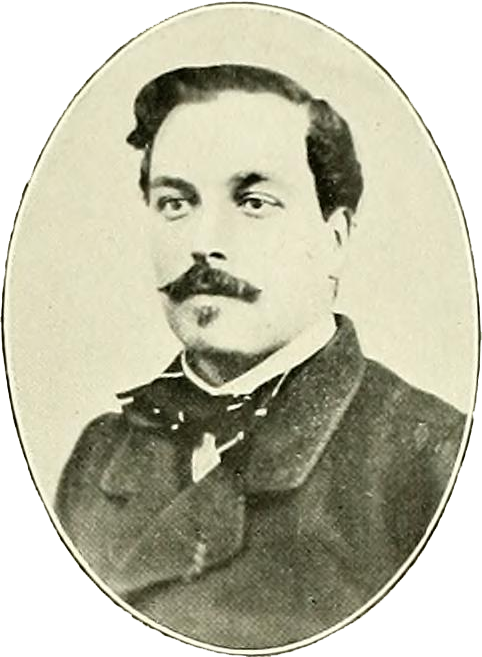
Casimir Roumeguère

Jean-Marie Saturnin Casimir Roumeguère (* 15. August 1828 in Toulouse; † 29. Februar 1892 ebenda) war ein französischer Unternehmer und Amateur-Botaniker und -Mykologe. Sein offizielles botanisches Autorenkürzel lautet „Roum.“

## Leben
Sein Vater war Leiter des Büros der Präfektur in Toulouse und Leiter einer Privatschule. Casimir Roumeguère war zeitweise Privatsekretär des Präfekten von Toulouse (Cambacèrès). Er heiratete die Tochter eines italienischen Teigwarenherstellers,  Cécile Buschetto, und war dann selbst Fabrikant. Nebenbei befasste er sich mit Pilzen. Unterricht in Botanik erhielt er vom Professor an der Universität Toulouse Alfred Moquin-Tandon.
Sein Hauptwerk ist Cryptogamie illustrée (1870, 1872), in der rund 1700 Abbildungen von Kryptogamen sind teilweise mit mikroskopischen Details (Band 1 ist Flechten gewidmet, Band 2 den Pilzen), und die Monographie über die Pilze im Département de Tarn-et-Garonne von 1879. Er war ab 1879 Herausgeber der Revue mycologique, die nach seinem Tod bis 1907 von René Ferry fortgeführt wurde. Sein Sohn war der bekannte Lichenologe Jean-Marie Saturnin Casimir Romeguère. Neben Botanik befasste er sich auch mit Malakologie, Archäologie und Geologie.
Die Pilz-Gattungen Roumegueriella, Romegueria und Romeguerites, sowie der Pilz Camarosporium roumeguerri sind nach ihm benannt.

## Schriften
- Voyage géologique à Saint-Ferréol et à Lampy, Montauban 1852
- La Botanique, la conchyliologie et la géologie dans le midi de la France, 1835–1858, Toulouse 1859
- Des lichens et en particulier des lichens des environs de Toulouse pouvant être utilisés dans l'économie domestique, la médecine et les arts industriels, Toulouse 1860
- Bryologie du département de l'aude, Carcassonne 1870
- Cryptogamie illustrée, ou, Histoire des familles naturelles des plantes acotylédones d'Europe / coordonnée suivant les dernières classifications et complétée par les recherches scientifiques les plus récentes. 2 Bände, Paris: Ballière, 1870, 1872
- Glossaire mycologique : étymologie et concordance des noms vulgaires ou patois avec les noms français ou latins des principaux champignons alimentaires et vénéneux du midi de la France, Perpignan 1875
- Nouveaux documents sur l'histoire des plantes cryptogames et phanérogames des Pyrénées, Paris: Ballière 1876
- Statistique botanique du département de la Haute-Garonne, Paris 1876
- Flore mycologique du département de Tarn-et-Garonne, Montauban 1879
- Fungi algerienses trabutiani, Paris 1881